# Ołeksandr Damin
Ołeksandr Mykołajowycz Damin, ukr. Олександр Миколайович Дамін, ros. Александр Николаевич Дамин, Aleksandr Nikołajewicz Damin (ur. 9 września 1952 we wsi Komsomolski, w obwodzie ługańskim) – ukraiński piłkarz, grający na pozycji pomocnika lub obrońcy, trener piłkarski.

## Kariera piłkarska

### Kariera klubowa
Wychowanek Szkoły Piłkarskiej Dynama Kijów (od 1962). Karierę piłkarską rozpoczął w 1969 w drużynie rezerwowej, a w 1972 zadebiutował w podstawowej jedenastce. W 1977 bronił barw Zenitu Leningrad, skąd w 1979 przeszedł do Czornomorca Odessa. W 1980 występował w drugoligowym Kołosie Nikopol. W 1981 ukończył karierę piłkarską w klubie Dnipro Dniepropetrowsk.

## Kariera trenerska
Po zakończeniu kariery piłkarskiej w latach 1983–1993 trenował juniorów w klubie Stankozawod Kijów. W latach 1993–1996 pracował na stanowisku trenera selekcjonera w Dynamie Kijów.

## Sukcesy i odznaczenia

### Sukcesy klubowe
- zdobywca Superpucharu Europy: 1975
- mistrz ZSRR: 1974, 1975
- wicemistrz ZSRR: 1972, 1973

### Odznaczenia
- tytuł Mistrza Sportu ZSRR: 1972